# ホール百音アレックス
ホール 百音 アレックス（ホール もね アレックス、Mone Alex Hall、1999年5月12日 - ）は、日本の埼玉県出身のプロバスケットボール選手。B.LEAGUEの京都ハンナリーズ所属。ポジションはスモールフォワード。190 cm、95 kg。

## 来歴

### アマチュア選手時代
幼稚園の年長からサッカーを始め、小学3年からはJリーグ 大宮アルディージャのジュニアチームでプロサッカー選手を目指していた。チームは2011年の全日本少年サッカー大会で3位に入賞している。中学でも大宮アルディージャのジュニアユースに所属していたが、練習に通う時間の都合などでアルディージャのジュニアユースを退団し、地元のサッカーチームのFC ASAS 上尾に入団した。中学1年の時に、体育の授業でバスケットボールの面白さに気付き、2年生から原市中学校のバスケ部に入部した。中学時代はサッカーとバスケットボールの両方で選手として活動していた。
高校進学時には県内の高校サッカー部の入団テストも受けていたが、高校バスケの名門である昌平高校のコーチである畔川秀雄の勧誘を受けて、同校に進学した。昌平高入学後は、サッカー部とバスケットボール部のどちらに入っても良いという条件だったが、最終的には畔川の熱意ある説得でバスケットボールに専念することを決めている。高校では主にセンターとしてプレイした。在学中に全国大会に出場することはできかったこともありアンダー世代の日本代表に入ることはできなかったが、高校1年の時から関東エンデバーに選出されており、関東の高校バスケ界では名が知られた存在だった。
高校卒業後の進路については、日本の大学バスケの強豪校から推薦入学のオファーもあったが、バスケの本場で自分のルーツでもある米国に挑戦したいという気持ちが大きく、井上雄彦が創設したスラムダンク奨学金に応募して合格。第11期奨学生として高校卒業後の2018年3月に米国へ渡り、大学などに進学するための準備を進める学校であるプレップスクールであるセントトーマスモアスクールに入学した。米国では、フィジカルレベルに合わせるためのガードへのポジション転向や、環境の変化に苦しみ、希望していたNCAAに所属する大学への進学は果たせず、2019年に帰国した。

### プロ選手時代
帰国後の2019年5月31日に3x3プレミアリーグのBEEFMAN.EXEに入団した。
また、2019年9月18日には、BEEFMAN.EXEと業務提携を結んでいるBリーグ 横浜ビー・コルセアーズに特別指定選手として契約した。横浜での初出場は2019年10月6日のレバンガ北海道 戦である。2020年2月27日には特別指定選手としての活動を終了し、新たに2019-20シーズン選手契約を締結した。
2020年4月、契約満了による横浜ビー・コルセアーズ退団が発表された。
2020年6月、B2 越谷アルファーズに特別指定選手として加入した。
2020年11月3日、飲酒運転による過失運転致傷および道路交通法違反の容疑で任意捜査を受けた。警察の捜査中だが本人が事実を認めていることを踏まえて、越谷アルファーズとの契約解除が発表された。2021年8月2日に検察官送致、12月1日に刑事処分が確定した。
2022年3月8日 BEEFMAN.EXEに再入団した。
2022年7月12日に青森ワッツへの加入が発表された。
2025年5月15日に京都ハンナリーズへの加入が発表された。

## 人物

### バスケットボールプレイヤーとしての特徴
- 昌平高校で指導した畔川コーチは、アレックスのプレイの特徴について、自分より大きい選手にも負けないパワーとミドルレンジからシュートに持ち込むプレーを上げている[2]。
- アレックスは自身のプレイの特長について、サッカー選手時代から培った当たりの強さと走力をあげており、課題はハンドリングとシュートだと述べている[2]。

### その他
- 好きな食べ物は唐揚げとシュークリーム[10]
- 2020年11月3日の越谷アルファーズの発表によると、ホール百音アレックスは10月30日から31日未明まで銀座の飲食店でのパーティーで飲酒した上で、帰宅するために自家用車の運転を行い、その帰宅途中に5台を巻き込む接触事故（軽傷者1名）を起こした。当人は事故を起こした事にはまったく気付かなかったと警察に話しており、帰宅後に車の傷をみた時点ではじめて事故に気付いたと説明している。そのまま31日のチーム練習に参加、練習後に警察に出頭して過失運転致傷および道路交通法違反容疑（酒気帯び運転・報告義務違反・救護義務違反）の容疑で任意捜査を受けた。越谷アルファーズは同日夜に出頭後の当人からの連絡により事故の発生を知った。球団は警察の捜査中だが本人が飲酒運転の事実を認めていることを踏まえて11月2日付けでホール百音アレックスの選手契約解除と、管理責任者としてクラブの浅井英明代表取締役、青野和人ゼネラルマネジャーを3カ月間の減給処分と処する事が発表した[11]。
- 2022年3月のBEEFMAN.EXEと再契約においては、チームより以下の発表があった[12]。

```
弊チームは今般、下記選手と選手契約を締結しましたのでご報告致します。
ホール百音アレックス(22才)
同選手については、2020年10月に自動車運転上の違法行為を行い、当時の所属チームとの契約を解除された経緯がございます。
この度、本人及び代理人弁護士から聴取し、同選手が、被害者の方々に心からお詫びした上で、民事、刑事全ての法的責任を果たし終えたこと、被害者の皆様のご厚意により関係団体からの制裁がなされず、再登録が可能となったこと、及び、本人がこの期間、福祉施設で真摯に社会貢献活動を続けていたこと等の事情に鑑み、本人の更生と、本人がプレーを通じて少しでも被害者の方々と社会にご恩をお返しすることを手助けするために、今般の契約に至った次第です。
弊チームとしましても、同選手が二度とこの様な違法行為を行わないよう指導、支援してまいりますので、何卒ご理解の上、ご支援のほど、どうぞよろしくお願いいたします。

```

- 横浜ビー・コルセアーズの選手紹介

2019-20｢足八丁から手八丁 描く未来はインフィニティ #9  ホール百音アレックス｣

## 個人成績
| シーズン   | チーム | GP | GS | MPG | FG%  | 3P%  | FT% | RPG | APG | SPG | BPG | TO  | PPG |
| ---------- | ------ | -- | -- | --- | ---- | ---- | --- | --- | --- | --- | --- | --- | --- |
| B1 2019-20 | 横浜   | 19 | 0  | 3.5 | .150 | .000 | 1.0 | 0.5 | 0.2 | 0.1 | 0.0 | 0.3 | 0.5 |

## ギャラリー

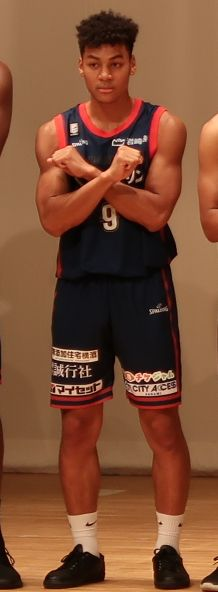
2019-05-19